# Marion Ravenwood
Marion Ravenwood é uma personagem da franquia Indiana Jones que apareceu em Raiders of the Lost Ark e The Kingdom of the Crystal Skull interpretada, sendo interpretada por Karen Allen em ambas as aparições. É a esposa de Indy e mãe de Mutt Williams.

## História do personagem
O pai de Marion, Dr. Abner Ravenwood era um professor de arqueologia fascinado pela lenda da Arca da Aliança e mentor de Henry W. Jones, Jr, com quem Marion teve um breve relacionamento. Marion tinha entre 16 e 17 e Indy, 27, quando o romance chegou ao fim. Após o fim do namoro, Indy voltou aos Estados Unidos para seguir a carreira de arqueólogo e Marion foi viver no Nepal com seu pai e mais tarde abriu uma taberna. Marion participava de competições regadas a drinks, tentando juntar dinheiro para voltar aos EUA e recomeçar sua vida.
Em 1936, Indy volta ao Nepal numa jornada épica em busca da Arca e Marion propõe um acordo financeiro para entregar um artefato antigo que seu pai guardava com imenso cuidado. Marion era uma exímia negociadora, mas teve de cooperar com Jones depois da chegada do maléfico general Arnold Toht enviado pelo próprio Führer para achar o artefato. Jones continuou suas aventuras como arqueólogo, enquanto Marion abriu um bar em Nova Iorque. Em Indiana Jones and the Kingdom of the Crystal Skull Marion é sequestrada pelos soviéticos e reencontra Jones, já com seu filho, Mutt nascido. É revelado que Mutt é filho de Indiana Jones. Então depois de devolver a Caveira de Cristal ao templo, eles se casam.